# Söderstadion

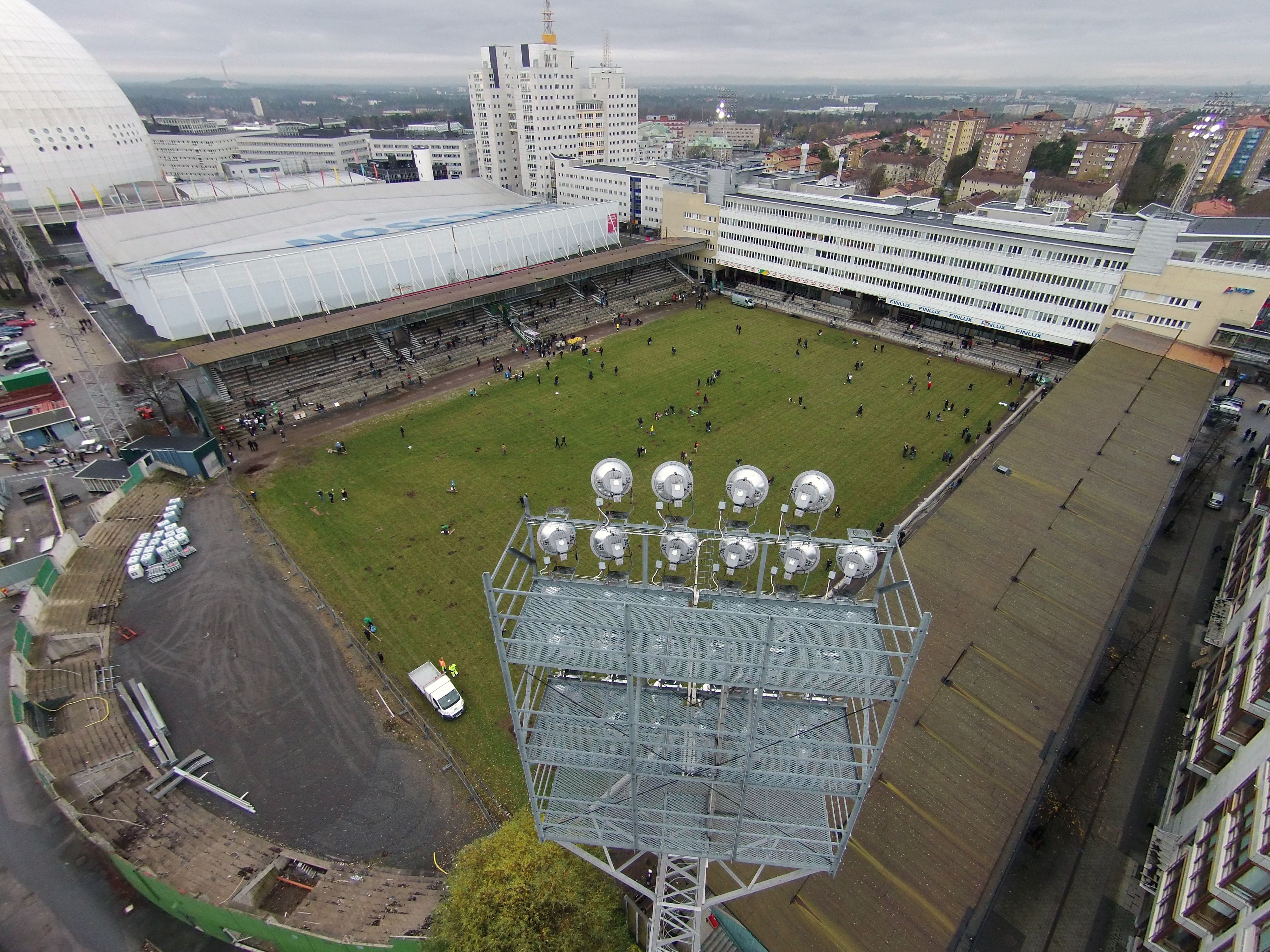
Souvenirjägare plockar föremål från anläggningen, 8 november 2014.

Söderstadion var en idrottsarena belägen i stadsdelen Johanneshov i Söderort inom Stockholms kommun, invigd 20 november 1966 och nedlagd 2013.  Arenan var Hammarby IF:s hemmaplan i flera decennier där de bland annat vann SM-guld i Fotbollsallsvenskan 2001.

## Historik

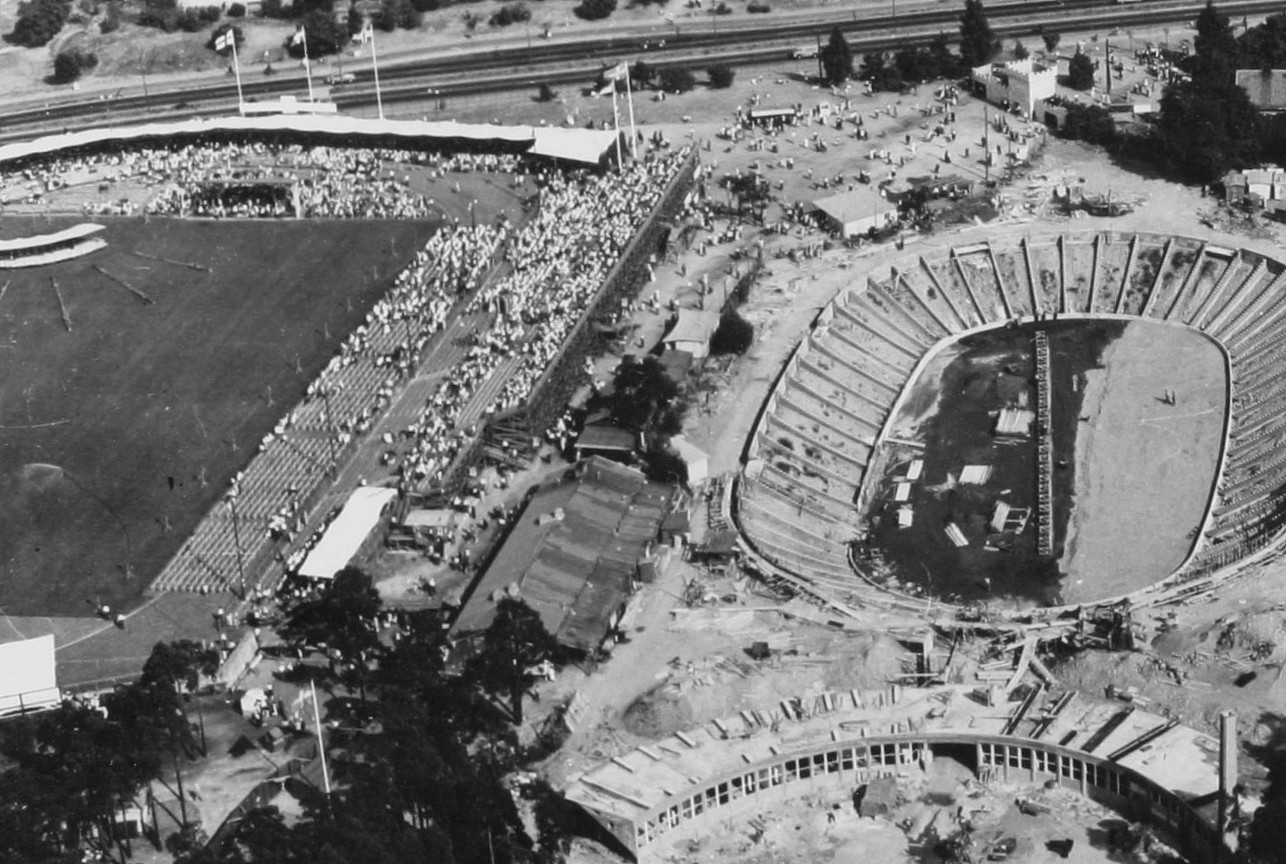
Johanneshovs IP till vänster i bild.

Projekteringen av arenan inleddes i början av 1960-talet för att ersätta den tidigare Johanneshovs IP med en mer tidsenlig anläggning enligt Paul Hedqvists ritningar.  Namnet Söderstadion hade figurerat sedan 1916, då myntat av en journalist som avsåg Hammarby IP.  Den nya stadion som stod färdig hösten 1965 och gavs namnet Söderstadion.

## Invigning
Söderstadion invigdes 20 november 1966 med installationstal av borgarrådet Thorsten Sundström och bandyns förbundsordförande Arne Argus.
Första matchen spelades mellan Landslaget och Stockholms stadslag med en stomme från Hammarby IF. Landslaget vann matchen med 6 mål mot 2 efter ett halvtidsresultat där man ledde med 2 mål mot 1.

### Målskyttar i invigningsmatchen
1-0 Claes-Håkan Asklund
2-0 Sören Andersson
2-1 Leif Fredblad (på straff)
3-1 Claes-Håkan Asklund
4-1 Sören Andersson
5-1 Sören Andersson
6-2 Bernt Ericsson

## Publikkapacitet

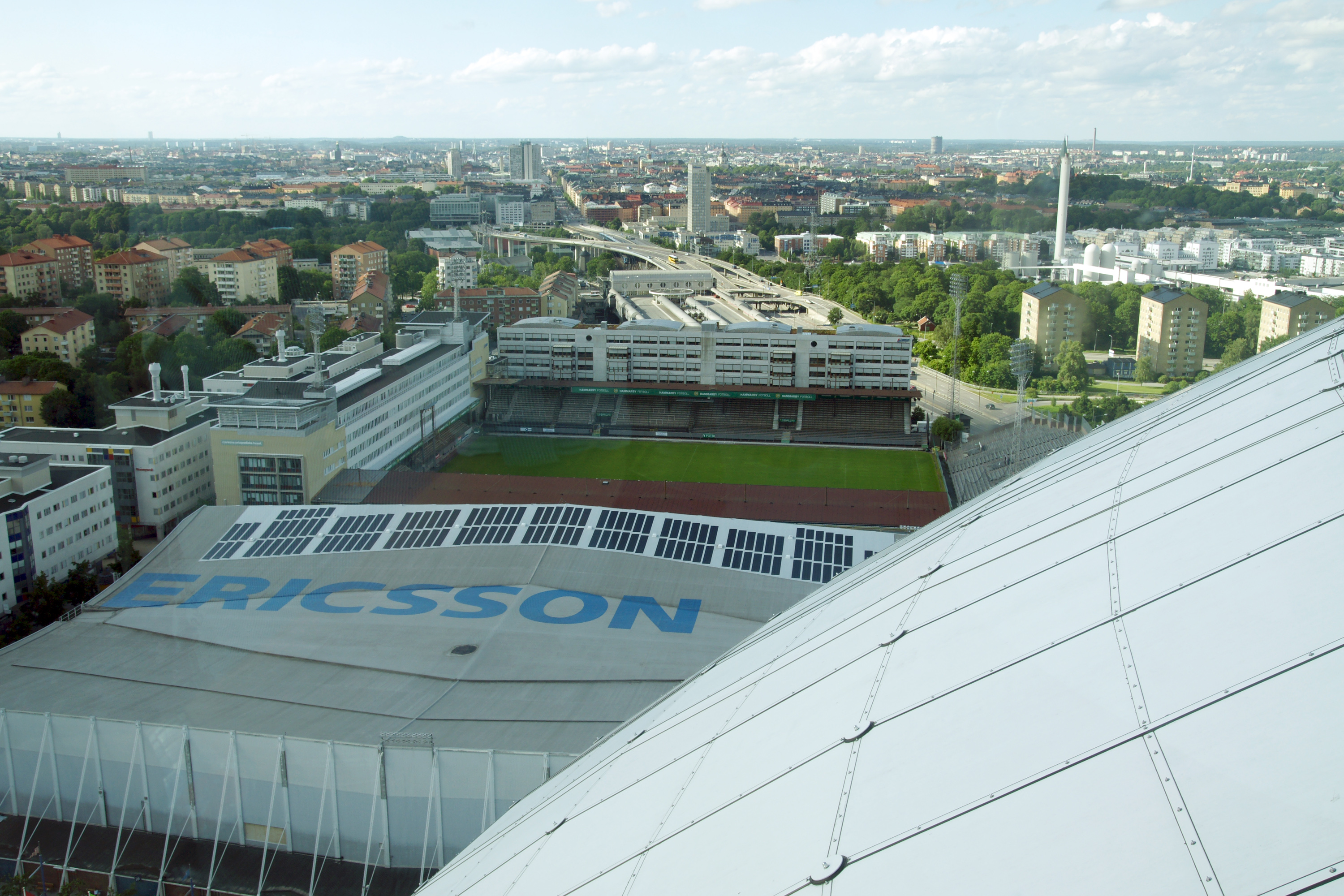
Söderstadion sedd från Globen.

Under sommartid fanns plats för 13 000 åskådare. Stadion var hemmaplan för Hammarby IF:s herrlag i fotboll fram till 2013 och det var även där Hammarby IF spelade hem sitt hittills enda SM-guld i fotboll mot Örgryte IS 2001. 
Planen försågs med en konstfrusen bandybana och hade under vintertid plats för 22 000 åskådare. Här spelades svenska bandyfinalen för herrar 1967-1989 och för damer 1973 och 1975–1989, som avgör vilket lag som blir svensk mästare, och även VM-finalen 1987. SM-finalerna flyttade 1990 till Rocklunda IP i Västerås och 1991 till Studenternas IP i Uppsala.
I samband med bygget av Globen, som invigdes 1989, byggdes Söderstadion om och fick en kapacitet för bara drygt 10 000 åskådare. Samtidigt stängdes isaggregaten av för gott, varvid arenan kom att fungera främst som en fotbollsarena.
Publikkapaciteten ökades åter 2004 främst genom en ny stor ståplatsläktare på östra sidan. Söderstadions yta var 105 meter × 65 meter. Publikrekordet på 18 110 är från SM-finalen i Bandy 1983 mellan Boltic och Villa. Publikrekordet för fotboll är 15 626 från den allsvenska premiären 2004  mellan Hammarby och Malmö FF (0–0). SM-finalen 1982 i fotboll mot IFK Göteborg drog officiellt 15 583 åskådare. Polisen gjorde en uppskattning efteråt att det var närmare 22 000 inne.

## Rivning
Söderstadion revs 2015, sedan den nya evenemangsarenan Tele2 Arena öppnade i juli 2013. Söndagen den 23 juni 2013 spelades den sista matchen inför 13 201 åskådare på Söderstadion när Hammarby IF tog emot Ängelholms FF i superettans 13:e omgång. Matchen slutade 1–1 och Kennedy Bakircioglu gjorde det sista målet någonsin på arenan. Jönköpings Södra IF är det sista laget som vann på Söderstadion när man slog Hammarby med 1–0 den 27 maj 2013.

### Fotnoter
1. ↑  ”Stockholmsarenan”. Arkiverad från originalet den 24 mars 2009. https://archive.is/20090324043956/http://www.nyarena.se/web/Soderstadion.aspx. Läst 10 oktober 2011.
2. ↑  ”Grattis Hammarby IF”. Svensk Fotboll. Arkiverad från originalet den 28 september 2022. https://web.archive.org/web/20220928081348/https://www2.svenskfotboll.se/allsvenskan/tidigare-ar/resultat-2001/. Läst 2 juni 2022.
3. ↑  anläggningspresentation
4. 1 2  Björn Persson (5 juli 2012). ”Idrottsanläggningar i Stockholm - en historisk exposé” (PDF). Stockholms stad. Arkiverad från originalet den 27 december 2013. https://web.archive.org/web/20131227155046/http://www.stockholm.se/Global/Stads%C3%B6vergripande%20%C3%A4mnen/Kultur%20%26%20Fritid/Idrottsanl%C3%A4ggningar/Idrottsanl%C3%B5ggningar%20i%20Sthlm.pdf.
5. ↑  Bandy - World Championships, Sweden 1987 (andra halvan av videon)
6. ↑  ”Aftonbladet”. http://www.aftonbladet.se/sportbladet/fotboll/sverige/allsvenskan/hammarby/article17009045.ab. Läst 15 november 2016.